# العلاقات التونسية الفرنسية
العلاقات التونسية الفرنسية تشير إلى العلاقات الدبلوماسية بين الجمهورية التونسية والجمهورية الفرنسية. كلا البلدين لهما سفارة في باريس بالنسبة لتونس وفي تونس العاصمة بالنسبة لفرنسا.

## التاريخ

### قبل الاستعمار
في 1824، منعت كل من فرنسا والمملكة المتحدة حروب القرصنة، الأمر الذي حرم باي تونس من مداخيل مالية مهمة.

في 1853، كانت تونس تتبع مناطق نفوذ الدولة العثمانية، حيث شرقا أصبح العثمانيون يحكمون مباشرة طرابلس، بينما غربا كانت الجزائر محتلة من قبل فرنسا. كانت سياسة أحمد باي الأول أنذاك تقترب من فرنسا للابتعاد عن النفوذ العثماني، فأطلق عدة إصلاحات ليبرالية منها تحرير العبيد وفتح مدارس مسيحية وتطوير الجيش، وأصبح لفرنسا دين عند تونس.

في 1869، تدهور الوضع في البلاد التونسية كثيرا، حيث شهدت العديد من الثورات الداخلية من جهة، وإنفاقا مفرطا أدى إلى الإفلاس من جهة أخرى، الأمر الذي أجبر تونس على القبول بوضع لجنة مالية دولية سميت الكومسيون المالي هدفها تحقيق إستقرار مالي في المملكة وتسديد ديون تونس الخارجية. منذ ذلك الحين، أصبحت تونس تحت تأثير فرنسا والمملكة المتحدة وإيطاليا.

في 1880، قرر جول فيري إطلاق احتلال تونس خوفا من قيام الإيطاليين بذلك قبله، وانتهت الحملة في 1881 بتوقيع معاهدة باردو.

### الإستعمار الفرنسي
احتلت فرنسا تونس في 1881، وأنشأت فيها محمية. بموجب معاهدة الحماية، احتفظ باي تونس بسيادته الداخلية وأراضيه كاملة، فيما أعطى لفرنسا صلاحياته فيما يتعلق بالدفاع والشؤون الخارجية.

### الاستقلال
في 1956، تحصلت تونس على استقلالها عن فرنسا، وكانت العلاقات في البداية متشنجة حيث تتهم تونس بدعم جبهة التحرير الوطني الجزائرية.

## العلاقات المعاصرة

### على المستوى الاقتصادي
فرنسا هي المستثمر الأجنبي الأول في تونس والشريك الاقتصادي الأول لها. كما تعتبر فرنسا المزود الأول للمساعدات الثنائية العامة في مجال التنمية في تونس.

### على المستوى الثقافي والجامعي
تونس هي دولة مؤسسة في المنظمة الدولية للفرنكوفونية. تستقبل تونس 13 مؤسسة تربوية فرنسية.

في 2017، 000 30 فرنسي يقيمون في تونس، بينما يقيم في فرنسا 000 700 تونسي. يزور تونس سنويا 000 570 فرنسي.

### على المستوى الجيوسياسي
تونس وفرنسا عضوين في الاتحاد من أجل المتوسط.

## روابط خارجية
- بي دي إف  العلاقات التونسية الفرنسية، وزارة الخارجية التونسية.